# Juan García Esquivel
Pour les articles homonymes, voir Juan García (homonymie), García et Esquivel.
Juan García Esquivel, également appelé simplement Esquivel, (né à Tampico le 20 janvier 1918 et décédé le 3 janvier 2002) est un compositeur, arrangeur musical, musicien, pianiste mexicain, également auteur de bandes originales de films.

## Biographie
Né en janvier 1918 à Tampico au Mexique, ses parents s'installent à Mexico dix ans plus tard. Fasciné par le pianola, il construit aussi un émetteur de radio. À 14 ans, c'est sur une radio de Mexico, XEW-AM (en), qu'il commence à se faire connaître. Il en vient ainsi, en gagnant la confiance des animateurs, à improviser en direct de la musique pour accompagner des sketchs humoristiques, tous les soirs. Puis il dirige des orchestres pendant les émissions. Dans les années 1950, il figure dans le casting de deux films mexicains, Cabaret Trágico et La Locura de Rock'n'Roll, puis diffuse en 1956 son premier album, Las Tandas de Juan Garcia Esquivel.
Un producteur de RCA Victor, Herman Diaz Jnr, l'incite à se rendre aux États-Unis et lui fait bénéficier, pour ses enregistrements, de la nouvelle technologie stéréo. Il est nommé aux Grammy Awards, joue pour la radio, la télévision et le cinéma, et crée des spectacles. Il est en compagnie de Frank Sinatra à Las Vegas, mais aussi de jeunes femmes à Hollywood. Il revient s'installer dans son pays natal, le Mexique, en 1979. Mais il est confiné dans un fauteuil roulant durant ses dernières années. En 2001, il se marie, pour la sixième fois, avec son infirmière de 26 ans. Il meurt à Jiutepec en janvier 2002.

## Créations
Esquivel, pianiste, chef d'orchestre et compositeur, est un des pionniers de la musique lounge. Sa musique reprend, des morceaux de sa composition mais aussi des standards de jazz, laissant toutefois peu de place à l'improvisation. Il y met à profit son talent d'arrangeur. Il associe dans ses créations « une volonté d'expérimentation et un sens iconoclaste », devenant par ses recherches musicales « le plus délirant des maîtres de l'easy listening dans les années 50-60 »,. Entrechoquant les saveurs de la musique latine et les effets que peuvent produire les instruments dans de grands ensembles (les big bands fort prisés à l'époque), il mélange son propre jeu pianistique, baroque, à un chœur chantant souvent des onomatopées et à toute une série d'instruments classiques et d'autres issus de cultures populaires comme, à titre d'exemple, la guitare hawaïenne et le güiro, son préféré, dit-on. Il est surnommé « roi de la pop de l'ère spatiale ».

## Hommages
Son fils et son arrière-petit-fils tiennent une pizzeria hommage à Taxco au Mexique, réunissant bon nombre de clichés de la vie de l'artiste ainsi que sa discographie complète. Ils continuent ainsi à faire vivre sa légende « autour des meilleures pizzas de la ville ».

## Discographie
- 1956 : Las Tandas de Juan Garcia Esquivel (1956)
- 1956 : Cabaret Tragico (1957)
- 1957 : To Love Again (1957)
- 1958 : Other Worlds Other Sounds (1958)
- 1958 : Four Corners of the World (1958)
- 1958 : Exploring New Sounds in Hi-Fi/Stereo (1958)
- 1959 : The Ames Brothers: Hello Amigos (1959)
- 1959 : Strings Aflame
- 1959 : The Living Strings: In A Mellow Mood
- 1960 : Infinity in Sound, Vol. 1
- 1961 : Infinity in Sound, Vol. 2
- 1962 : More of Other Worlds Other Sounds
- 1962 : Latin-Esque
- 1967 : The Genius of Esquivel
- 1968 : 1968 Esquivel!!
- 1979 : Burbujas
- 1980 : Odisea Burbujas
- 1981 : Vamos al Circo
- 1995 : Cabaret Mañana
- 1996 : Merry Christmas from the Space-Age Bachelor Pad
- 1998 : See it in Sound